# Nguyễn Đức Hiền (vận động viên xe đạp)
Nguyễn Đức Hiền (sinh ngày 14 tháng 11 năm 1925) là một cựu vận động viên đua xe đạp người Việt Nam. Cùng với 7 vận động viên khác, ông đã đại diện Việt Nam dự Thế vận hội mùa hè 1952 ở Helsinki, Phần Lan. Tại đây ông đã tham gia thi đấu nội dung xe đạp đường trường cá nhân nam. Đây cũng là lần đầu tiên Việt Nam có mặt tại Thế Vận hội.